# 거제 지세포진성
거제 지세포진성(巨濟 知世浦鎭城)은 대한민국 경상남도 거제시 일운면 지세포리에 있는 산성이다. 1998년 11월 13일 경상남도의 기념물 제203호 지세포성으로 지정되었다가, 2018년 12월 20일 현재의 명칭으로 변경되었다.

## 현지 안내문
경상남도 거제시 일운면 지세포리 선창마을 뒤편에 있는 산성으로, 돌을 쌓아 성벽을 마련하였다. 성의 동쪽은 대부분 잘 보존되어 있지만 그 외의 부분은 논밭의 축대나 가옥의 담장으로 사용되고 있다.
동서남북 사방에 성문을 두고 그 사이사이에 성루(城樓)를 두었던 것으로 추측한다. 현재 성 안의 바닷가에는 마을이 들어서 있고 그 외는 논밭이며, 성 밖 역시 논밭과 임야로 되어 있다.
조선 인종 때 왜적의 침입을 걱정하여 영남 6부의 25000명을 동원하여 쌓은 성으로, 성 아래 진을 두고 수군(水軍)을 배치하여 방어하였다. 임진왜란이 일어나자 성은 함락되었고 당시의 만호 강지욱 장군은 옥포성 밖으로 밀려났다가 효종 2년(1651)에 다시 이곳으로 돌아왔다. 현재 성 입구에는 수군 만호의 비석이 남아 있다.

## 개요
라벤더 핀 보라공간과 산의 경계는 거제 지세포진성(巨濟 知世浦鎭城)이다.
오랜세월 방치가 되어 산성의 흔적은 허물어져 있지만 조선 성종 21년(1490년) 9월 바다를 통해 출몰하는 왜구로부터 방어를 하기 위해
둘레 1605척(486.363m)의 성을 만든 후 인종 원년(1545년) 인근 6개군의 2만 5천명을 동원하여 포곡식 산성으로 만들었다.
임진왜란을 통해 지세포 만호 강지욱(姜志昱)은 가토 기요마사(加藤淸正)가 이끄는 일본군이 패하였고 함락된 지세포성은 가토군이 일본식으로 개축해서 지세포왜성이라 부르기도 한다.

## 역사
대마도 정벌 이후 축성된 성으로 일본과 대외관계 창구기능 및 조선통신사 귀국길로 사용된 성이다. 1419년(세종 원년) 6월 우리나라 역사에서 보기 드문 대규모 해외원정군이 꾸려졌다.
지휘관은 이종무 장군. 병선 227척에 1만 7300명의 대군은 일제히 견내량에 집결했다.
원정군은 대마도에서 토벌작전을 벌여 129척의 선박과 1940여 채의 가옥을 소각하고 114명의 왜구를 참수하는 대승을 거뒀다.
그리고 3년 뒤인 1422년(세종 4년) 왜구의 약탈 등으로 현재 거창지역에 이주했던 거제도민들은 비로소 거제 땅에 다시 돌아올 수 있었다.
하지만 왜구의 본거지인 대마도 정벌 이후에도 왜구의 약탈은 심심찮게 일어났고 조선 조정은 영등포(현 장목), 옥포, 탑곡(현 남부면 탑포), 지세에 군사를 주둔시킨다.(1425년 경상도지리지 관방 편 기록)
이후 지세포는 왜구 방어의 최전방 전초기지로 급부상한다. 1441년(세종 23년)에는 지세포에 만호를 두고 전선을 배치하는가 하면, 1485년(성종 16년)에는 지세포에 보(堡)가, 1490년(성종 21년) 9월에는 둘레 1605척(486.363m)의 지세포성이 완성된다.
이후 지세포성은 1545년(인종 원년) 왜구의 침입을 우려해 영남 지역의 6개 군에서 2만 5000여 명의 인원을 동원해 다시 포곡식 산성을 완성하고 동서남북 사방에 성문 성루를 완성했다.(포곡식(包谷式) 산성 - 성곽 안에 계곡을 감싸고 축성된 산성)
거제시에 따르면 선창마을 동쪽의 비탈진 산기슭에 180도 회전한 ‘ㄷ’자 모양으로 성벽이 남아 있는 지세포성의 둘레는 1096m, 높이는 3m(최대 폭 4.5m)다.
지세포진성은 동서남북 사방에 성문을 두고 그 사이 사이에 망루를 둔 것으로 보이며 동쪽 입구에는 성곽을 세웠던 주춧돌이 나란히 일렬로 남아있다.
왜구의 본거지인 대마도와 불과 49km 떨어진 지세포진은 왜구의 방어만 한 것이 아니라 일본과의 대외관계 창구기능도 했다.
1441년(세종 23년) 계해약조(조어금약)를 체결한 조선 조정의 결정에 따른 것이다. 주로 지세포 인근에서 어업활동을 벌이는 왜인들에게 어업활동을 할 수 있는 증명서 발급 등 현재 출입국 관리사무소 역할을 한 것이다.
특히 지세포진은 조선통신사와도 밀접한 관계가 있는 것으로 알려졌다. 조선통신사의 주경로는 부산에서 출발해 대마도를 거쳐 일본 본토로 가는 것이었지만 각종 역사문헌에 통신사의 귀국 경로에서 지세포를 통해 귀국했다는 사례가 기록돼 있기 때문이다.
임진왜란 당시 지세포진성은 전쟁 초반 1년을 제외한 나머지 6년 동안 제 역할을 하지 못했던 것으로 전해진다. 임진왜란 초기 지세포 만호 한백록은 이순신 장군 등과 함께 옥포해전과 한산대첩에서 큰 공을 세우지만, 이후 한산대첩에서 입은 상처로 전사했다.
이후 지세포 만호 강지욱(姜志昱)은 왜장 가토 기요마사와 싸우다 패해 성을 함락당하고, 전쟁이 끝난 후인 1604년(선조 37년)에는 수군 만호진이 옥포의 조라포(助羅浦)에 속하게 된다.
지세포에 만호진이 다시 세워진 시기는 1651년(효종 2년)으로 임진왜란이 끝난 뒤 40여 년이 지나서다.
일운면지에 따르면 지세포진이 폐진된 것은 1895년 갑오개혁 때로, 폐진 전까지 주요건물은 객사, 아사, 군기고, 군관청, 이청, 사령청, 화약고 등 기와 35칸, 초가 11칸이었다.
이 건물은 신식 군대인 통영수비대에 이관됐지만, 제대로 활용되지 못하고 점점 역사 속에서 사라지게 됐다고 전한다.

## 참고 자료
- 거제 지세포진성 - 국가유산청 국가유산포털